# Frederiksborgs stuteri

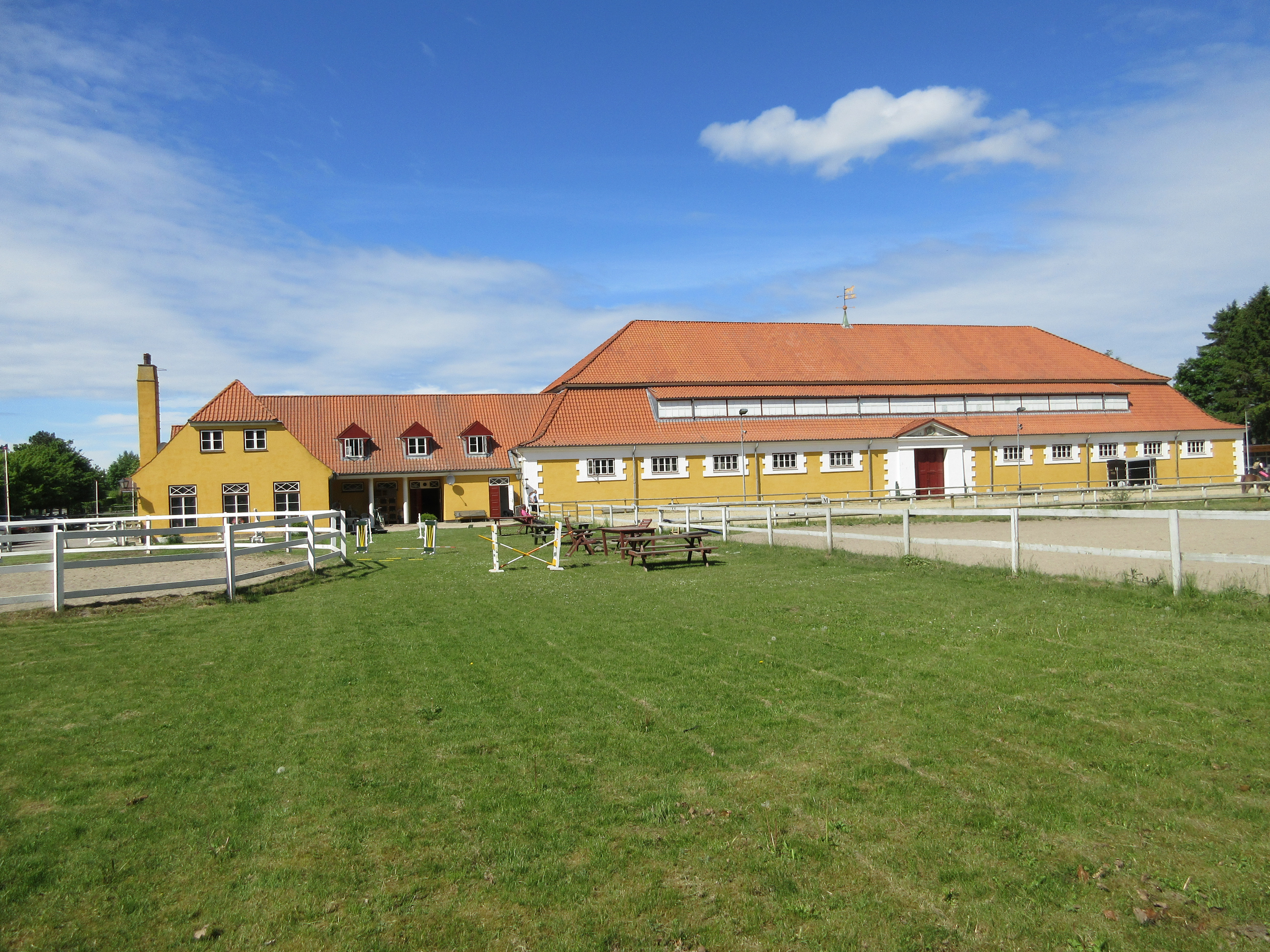
Hørsholm Rideklubs ridhus i Hørsholm, tidigare ridhus på Frederiksborgs stuteri

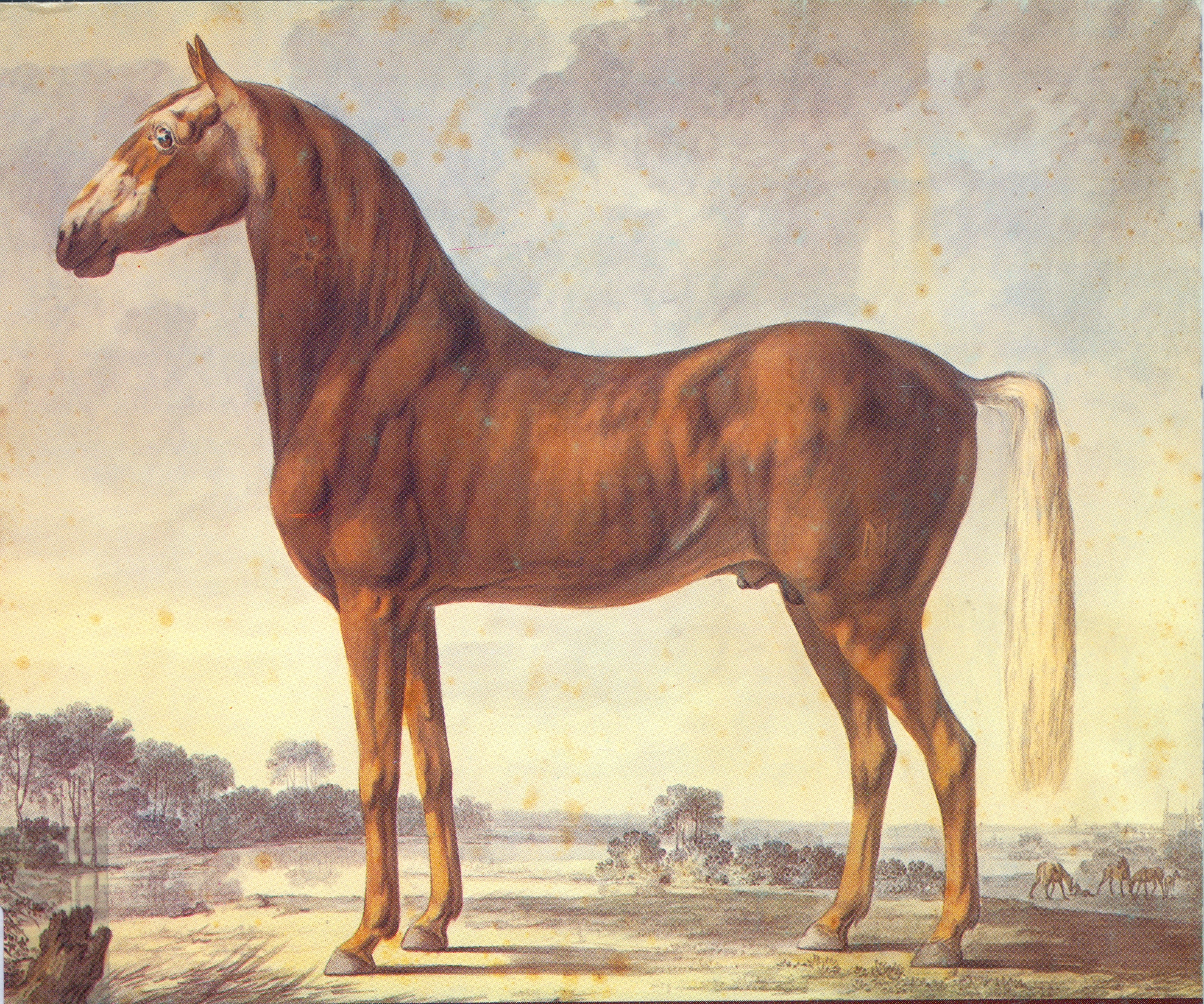
Frederiksborgarehingsten Beaver, född 1821. På halsen finns Frederiksborgs stuteris märke, en bekrönad stjärna. Färglagd teckning av Christian David Gebauer, troligen omkring 1830.

Frederiksborgs stuteri, officiellt Det Kongelige Frederiksbogske Stutteri, var ett danskt kungligt stuteri, som under större delen av sin verksamhetstid var lokaliserat till närheten av Frederiksborgs slott på norra Själland. På stuteriet avlades bland annat fram hästrasen Frederiksborgare.
Frederiksborgs stuteri anlades 1562 av Fredrik II, som koncentrerade den kungliga hästaveln dit. Frederik II:s initiativ fullföljdes av hans son Kristian IV, som till detta stuteri samlade bra avelshingstar från adeln samt sina  "turkiska, egyptiska, marockanska, engelska, salzburgska, lichtenbergska, schaumburgska och frisiska hingstar" från flera små kungliga stuterier, som Esrum, Jægerspris, Antvorskov, Ringsted och Skanderborgs slott. 
På Kristian V:s tid skapades efter lång tids avel de berömda vita hästarna, som speciellt användes som paradhästar för kungarna. Under Kristian VI drogs alla de mindre stuterierna under Frederiksborg in, och han beslöt 1740 att uppföra ett stallkomplex med fyra längor på Hillerødsholm, vilket skulle inrymma stall, administrationsbyggnad och bostäder. Byggnadskomplexet ritades av Laurids de Thurah och blev klart 1745. En stallbyggnad byggdes 1817 om till ett ridhus med mansardtak.
Stuteriets storhetstid var första hälften av 1700-talet. Det utövade stort inflytande på Danmarks hästavel och "danska hästar" blev berömda över hela Europa. Under perioden 1771-1773, då Johann Friedrich Struensee hade stort inflytande över rikets affärer, dämpades verksamheten, men den blommade därefter åter upp under några decennier.
År 1830 fanns omkring 800 hästar, men därefter gick verksamheten nedåt. De danska hästarnas popularitet hade lett till att alltför många avelshästar exporterats, och problem hade uppstått på grund av för liten genpool. Samtidigt var stuteriet dyrbart att driva, vilket väckte kritik. Detta ledde 1833 till en betydande inskränkning av verksamheten. År 1839 fattades beslut om att upphöra med aveln av Frederiksborgare och förändra stuteriet till ett allmänt stamstuteri för fullblodshästar. Av hästar för kungligt bruk fortsatte man bara med aveln av vita hästar.
Vid mitten av 1800-talet togs initiativ till att få nytt liv i den danska hästaveln, vilket kom också Frederiksborg till del. Ett landomfattande stuteri för att återuppliva danska hästraser organiserades, med hingstdepåer på Staldgården i Kolding och på Frederiksborg. Detta misslyckades och denna stuteriorganisation lades ned 1862. Försök gjordes därefter att upprusta Frederiksborgs stuteri. Inte heller detta lyckades, utan stuteriet förföll, tills det 1871 upphörde som statligt stuteri och övertogs av privat kapital under Carl Frederik Tietgen. Denne sålde det redan 1876 till ett dansk-svenskt aktiebolag, vilket lade ned sin verksamhet 1894.
Hillerødsholm Slotskommune rev byggnaderna 1936–1937, med undantag av ridhuset. Detta flyttades till Folehaven i Hørsholm och blev ridhus för Hørsholm Rideklub.

## Frederiksborgare
Huvudartikel: Frederiksborgare
Avsikten med de danska kungarnas avel var att få lätta ridhästar samt kraftigare körhästar till hovet. Hästarna gick i flockar på omkring 18 ston i lösdrift på inhägnade skogsängar över ett stort område i norra Själland. På våren släpptes en utvald hingst in i varje flock. Aveln blev till en början bedriven som blandavel, utan bestämda principer, med kontinuerliga inköp av främmande hingstar.
Så småningom, och framför allt efter enväldets införande i Danmark, höjdes kraven på avel inriktad på färgmässigt stiliga hästar, framför allt vita hästar till kungens kaross. Frederiksborgshästen är världens äldsta stamboksförda husdjursras. Aveln bedrevs framgångsrikt och typen ”danska hästar” blev berömd i Europa. Frederiksborgshästen användes både som körhäst och som  ridhäst.